# Siert Bruins
Siert Bruins (Weite, 2 maart 1921 – Breckerfeld, 28 september 2015), alias het Beest van Appingedam, was een Nederlands oorlogsmisdadiger. Hij was de broer van Derk-Elsko Bruins.

## Biografie
Bruins werd het eerste lid van de Waffen-SS. Met zijn kornuiten van de Sicherheitsdienst (SD) oefende Bruins in de oorlog in Delfzijl en omgeving een ware terreur uit. De Groninger was verantwoordelijk voor de dood van meerdere mensen en kreeg bij verstek de doodstraf.
Hij was in de laatste oorlogsdagen al naar Duitsland gevlucht. Op 22 februari 1980 vervolgde de rechtbank van Hagen Bruins vanwege de moord op twee joodse broers in Farmsum. Wegens medeplichtigheid kreeg hij zeven jaar cel. Hij woonde tot zijn overlijden in het kleine dorp Breckerfeld in de buurt van Hagen, waar hij in het verleden onder de Duitse naam 'Siegfried Bruns' een tuinbouwbedrijf had. In de jaren 80 werd hij op instigatie van Nazi-jager Simon Wiesenthal alsnog vervolgd en, ondanks protesten onder de dorpsbevolking (hij was een vooraanstaand en gerespecteerd man), tot vijf jaar cel veroordeeld wegens oorlogsmisdaden.
In 2003 wees de rechtbank in Hagen een verzoek van de toenmalige Nederlandse minister van justitie Piet Hein Donner af om hem te vervolgen. Op 26 januari 2007 maakte de Duitse justitie bekend dat ze hem en nog drie daar in leven zijnde Nederlandse oorlogsmisdadigers niet meer strafrechtelijk zouden vervolgen. Het was de Duitse historicus Stephan Stracke die het was opgevallen dat Bruins in 1980 wel voor de moord op de gebroeders Sleutelberg op 25 april 1945 was veroordeeld, maar niet voor de moord op de verzetsstrijder Aldert Klaas Dijkema in de nacht van 21 op 22 september 1944. Na een bezoek begin 2012 van de Nederlandse journalist Gideon Levy aan zowel Bruins als medewerkers van het Openbaar Ministerie te Dortmund startte de Duitse justitie in maart van dat jaar een nieuw onderzoek naar het oorlogsverleden van Bruins. Het onderzoek richtte zich vooral op zijn betrokkenheid bij de executie van enkele Groningse verzetsstrijders. Eind november 2012 werd Bruins in Duitsland opnieuw aangeklaagd voor de moord op Aldert Klaas Dijkema in september 1944.
Het proces tegen Bruins begon op 2 september 2013. Eind november van dat jaar werd vastgesteld dat Bruins zowel lichamelijk als psychisch in staat was om berecht te worden. Op 8 januari 2014 werd het proces beëindigd zonder dat de rechtbank tot een oordeel kwam. Of er sprake was van moord op Dijkema kon volgens de rechter niet meer worden achterhaald; wel was er bewijs voor doodslag op de verzetsstrijder. Dit misdrijf was echter inmiddels verjaard. Er werd vervolgens hoger beroep aangetekend door het OM. Op 24 juni 2014 trok het Duitse Openbaar Ministerie het hoger beroep in, waardoor Siert Bruins niet meer de cel in hoefde.
Op 28 september 2015 overleed Siert Bruins op 94-jarige leeftijd. Hij was de laatste Nederlandse oorlogsmisdadiger die op vrije voeten was.